# Чакбей (Луїзіана)
Чакбей (англ. Chackbay) — переписна місцевість (CDP) в США, в окрузі Лафурш штату Луїзіана. Населення — 5370 осіб (2020).

## Географія
Чакбей розташований за координатами 29°51′31″ пн. ш. 90°48′25″ зх. д. / 29.85861° пн. ш. 90.80694° зх. д. (29.858540, -90.807044).  За даними Бюро перепису населення США в 2010 році переписна місцевість мала площу 73,88 км², уся площа — суходіл.

## Демографія
Згідно з переписом 2010 року, у переписній місцевості мешкало 5177 осіб у 1842 домогосподарствах у складі 1454 родин. Густота населення становила 70 осіб/км².  Було 1950 помешкань (26/км²).
Расовий склад населення:
| - 93,4 % — білих - 4,4 % — чорних або афроамериканців - 0,8 % — корінних американців - 0,3 % — азіатів |

До двох чи більше рас належало 0,8 %. Частка іспаномовних становила 1,1 % від усіх жителів.
За віковим діапазоном населення розподілялося таким чином: 28,0 % — особи молодші 18 років, 61,6 % — особи у віці 18—64 років, 10,4 % — особи у віці 65 років та старші. Медіана віку мешканця становила 35,3 року. На 100 осіб жіночої статі у переписній місцевості припадало 97,2 чоловіків;  на 100 жінок у віці від 18 років та старших — 93,4 чоловіків також старших 18 років.
Середній дохід на одне домашнє господарство  становив 74 723 долари США (медіана — 55 645), а середній дохід на одну сім'ю — 81 988 доларів (медіана — 66 976). Медіана доходів становила 62 051 долар для чоловіків та 30 912 долари для жінок. За межею бідності перебувало 11,3 % осіб, у тому числі 15,4 % дітей у віці до 18 років та 6,2 % осіб у віці 65 років та старших.
Цивільне працевлаштоване населення становило 2267 осіб. Основні галузі зайнятості: освіта, охорона здоров'я та соціальна допомога — 22,7 %, виробництво — 16,7 %, роздрібна торгівля — 13,6 %, будівництво — 13,5 %.